# Boris Kusnezow (Leichtathlet)
Boris Michailowitsch Kusnezow (russisch Борис Михайлович Кузнецов, engl. Transkription Boris Kuznetsov; * 11. April 1947 in Alma-Ata, Kasachische SSR, Sowjetunion) ist ein ehemaliger kasachischer Langstreckenläufer der für die Sowjetunion an den Start ging. Seinen größten Erfolg feierte er mit dem Gewinn der Bronzemedaille über 3000 Meter bei den Halleneuropameisterschaften 1975 in Katowice.

## Sportliche Laufbahn
Erste internationale Erfahrungen sammelte Boris Kusnezow vermutlich im Jahr 1975, als er bei den Halleneuropameisterschaften in Katowice in 8:01,2 min auf Anhieb die Bronzemedaille im 3000-Meter-Lauf hinter dem Briten Ian Stewart und Pekka Päivärinta aus Finnland gewann. Im Jahr darauf nahm er über 5000 Meter an den Olympischen Sommerspielen in Montreal teil und kam dort im Finale nicht ins Ziel. 1978 gelangte er dann bei den Europameisterschaften in Prag mit 13:36,5 min auf den neunten Platz im 5000-Meter-Lauf. 

## Persönliche Bestzeiten
- 3000 Meter: 7:42,1 min, 20. August 1978 in Podolsk
  - 3000 Meter (Halle): 7:50,2 min, 18. März 1975 in Swerdlowsk
- 5000 Meter: 13:18,0 min, 28. Juni 1976 in Podolsk